# Єременко Василь Георгійович
Василь Георгійович Єре́менко (нар. 16 грудня 1919, Дмитрівка — пом. 8 грудня 2000, Кіровоград) — український радянський художник театру. Заслужений діяч мистецтв УРСР з 1979 року. Батько музиканта Геннадія Єременка.

## Біографія
Народився 16 грудня 1919 року в селі Дмитрівці (нині Кропивницький район Кіровоградської області, Україна). Упродовж 1936—1940 років навчався в Херсонському республіканському училищі керівників колективів художньої самодіяльності у В. Стрельникова, М. Шелюто.
Протягом 1939—1941 років працював у Рівненському українському музично-драматичному театрі. З 1944 року — художник-оформлювач; у 1952—1967 роках — художник-постановник; у 1967—1980 роках — головний художник Кіровоградського українського музично-драматичного театру імені Марка Кропивницького. Помер в Кіровограді 8 грудня 2000 року.

## Творчість
Оформив вистави
- «Дай серцю волю, заведе в неволю» Марка Кропивницького (1938);
- «Украдене щастя» Івана Франка (1940);
- «Маруся Богуславка» Михайла Старицького (1944);
- «За двома зайцями» Михайла Старицького (1948);
- «Безталанна» Івана Карпенка-Карого (1952);
- «Замулені джерела» Марка Кропивницького (1958);
- «Міщанин-шляхтич» Мольєра (1962);
- «Циганка Аза» Михайла Старицького (1963);
- «Микола Джеря» за Іваном Нечуєм-Левицьким (1963);
- «Сорочинський ярмарок» за Миколою Гоголем (1965);
- «Король Лір» Вільяма Шекспіра (1967);
- «Камо» Олександра Левади (1969);
- «Веселка» Миколи Зарудного (1970);
- «Велика мама» Георгія Мдівані (1970);
- «Дороги, які ми вибираємо» Миколи Зарудного (1972);
- «Одісея в сім днів» Олексія Коломійця (1973);
- «Голубі олені» Олексія Коломійця (1974);
- «Остання інстанція» Миколи Матуковського (1975);
- «Мірандоліна» Карло Ґольдоні (1977);
- «Соловейко-Сольвейг» Івана Драча (1979);
- «Дума про Британку» Юрія Яновського (1980).

Автор ескізів костюмів для заслуженого ансамблю танцю України «Ятрань» (1955–1975).
Брав участь у виставках з 1962 року (в Одесі). Виставка його творів відбулася у Кіровограді у 1969 році.